# Association for Information and Image Management
Association for Information and Image Management International (AIIM) – założona w 1943 r. organizacja z siedzibą w Silver Spring, stan Maryland, zajmująca się opracowywaniem przemysłowych standardów w dziedzinie zarządzania dokumentacją. Jej grupa robocza o nazwie Document Management Alliance (DMA) opracowała wspólny interfejs programistyczny dla systemów zarządzania dokumentami.